# Jack Haegens
Jack Haegens (America, 24 april 1962) is de trompettist van de Limburgse band Rowwen Hèze. Daarnaast bespeelt hij ook de bugel en soms percussie.
Haegens leerde het bespelen van blaasinstrumenten bij de lokale fanfare Sint Caecilia uit America, waar hij eerst bugel, daarna piston en vervolgens kornet speelde. In 1985 behaalde hij met deze fanfare op het Wereldmuziekconcours in Kerkrade de eerste plaats.
Toen de Rowwen Hèze-leden in 1987 aan Haegens vroegen of hij bij de opnamen van hun nummer De toet het trompetspel wilde verzorgen, was al snel de basis gelegd voor een verdere samenwerking.
Tijdens de Andere Wind-tour zong Haegens het nummer Vul te lang gelijje samen met Jack Poels, de zanger van de band.